# Anfrage (Wirtschaft)
Unter einer Anfrage versteht man in der Wirtschaft das unverbindliche Einholen von Informationen, insbesondere zwecks Abgabe eines Angebots.
Anfragen sind unverbindlich und lösen für den Anfragenden keinerlei Verpflichtungen aus. Aus rechtlicher Sicht gelten Anfragen als Aufforderung zur Abgabe eines Angebots. Sie gehören in die betriebliche Funktion der Beschaffung (Einkauf), wo sie bei Bedarf verfasst und versandt werden (etwa zwecks Angebotsvergleichs). Anfragen stellen eine Aufforderung an alle potenziellen Lieferanten dar, ein Angebot über eine mögliche Lieferung abzugeben. Sie sind beim Adressaten der Anfrage ein wichtiger Indikator für die künftigen Bestellungen (oder Bestellmengen). Ziel der Anfragen ist es, den optimalen Lieferanten hinsichtlich Zuverlässigkeit, Lieferbereitschaft, Qualität und Kaufpreis zu ermitteln.

## Anfragefaktor
Der so genannte Anfragefaktor sagt aus, wie viele Anfragen letztlich zu einer Bestellung geführt haben. Er errechnet sich wie folgt:
{\displaystyle {\text{Anfragefaktor}}={\frac {\text{Anzahl Anfragen}}{\text{Anzahl Bestellungen}}}}.
Da die Bearbeitung von Anfragen arbeitsintensiv ist, sollte der Anfragefaktor aus Gründen der Produktivität sehr hoch sein. Ein niedriger Anfragefaktor deutet darauf hin, dass die Angebote offensichtlich weitgehend nicht den Kundenerwartungen entsprochen haben. 

## International
Im internationalen Geschäft sind je nach Grad der Verbindlichkeit folgende Anfragen möglich:
- Leistungsanfrage (englisch request for information): ob ein Lieferant bestimmte Mengen liefern kann,
- Preisanfrage (englisch request for quotation): ob ein Lieferant einen bestimmten Kaufpreis einhalten kann,
- Aufforderung zur Angebotsabgabe (englisch request for proposal): der Lieferant wird zu einer verbindlichen Angebotsabgabe aufgefordert.

Die Aufforderung zur Angebotsabgabe ist noch unverbindlich, selbst wenn sie dem potenziellen Lieferanten ein deutliches Signal zur Bestellung gibt.